# إرادة مضادة
الإرادة المضادة هو مصطلح نفسي يعني مقاومة غريزية لأي شعور بالإكراه.
تم استخدام المصطلح لأول مرة من قبل المحلل النفسي النمساوي أوتو رانك، وتم تعميمه بواسطة عالم النفس التنموي جوردون نيوفيلد. في نموذج نيوفيلد، تعد الإرادة المضادة سمة وظيفية للسلوك البشري من حيث أنها تحمي الحدود الشخصية وتمكن من التفرد. كما وصفت بأنها «إرادة كرد فعل على إرادة الآخرين».